# Beaussais-Vitré
Beaussais-Vitré község Franciaország Új-Aquitania régiójában, Deux-Sèvres megyében. Új községként 2013. január 1-jén jött létre két korábbi község Beaussais és Vitré egyesítésével. Az egyesüléskor az új község lélekszáma 996 fő lett. Lakosainak száma 938 fő (2022. január 1.).

## Népesség
| Lakosok száma | 989  | 977  | 976  | 973  | 968  | 954  | 938  |
|               | 2013 | 2017 | 2018 | 2019 | 2020 | 2021 | 2022 |